# Сілас Перрейра
Сілас Перрейра де Соуза (порт. Silas Perreira de Souza, нар. 12 вересня 1934, Понта-Гроса — 19 травня 2014) — бразильський футболіст, що грав на позиції воротаря.

## Клубна кар'єра
Сілас Перрейра розпочав виступи на футбольних полях у 1955 році в клубі «Атлетіку Паранаенсе», з яким виграв чемпіонат штату Парана в 1958 році. У 1959—1961 роках Сілас захищав ворота клубу «Мадурейра». З 1961 до 1965 року футболіст грав у складі клубу «Сантус». У складі клубу він 4 рази ставав чемпіоном штату Сан-Паулу в 1961, 1962, 1964 і 1965 роках, тричі вигравав Чашу Бразилії у 1962, 1963 і 1964 роках, Турнір Ріо-Сан-Паулу в 1963 і 1964 роках, а також як резервний воротар став володарем Кубка Лібертадорес 1962 і 1963 років, а також Міжконтинентального кубку в ці ж роки. Після цього Сілас грав у складі клубів «Португеза Деспортос» у 1965—1966 роках, «Мадурейрі» в 1966—1968 роках, а закінчив футбольну кар'єру в «Атлетіку Паранаенсе» в 1969 році.

## Виступи за збірну
27 березня 1963 року Сілас Перрейра дебютував у складі збірної Бразилії в звграному внічию 2-2 матчі зі збірною Еквадору в рамках чемпіонату Південної Америки 1963 року, на якому бразильська збірна зайняла четверте місце. На цьому ж турнірі він зіграв у матчі зі збірною Болівії, після чого до збірної не залучався.